# Wolfgang Baumeister
Wolfgang Baumeister (né le 22 novembre 1946 à Wesseling, près de Cologne) est un biologiste moléculaire et biophysicien allemand. Ses recherches ont été fondamentales dans le développement de la cryotomographie électronique.

## Biographie
Wolfgang Baumeister étudie la biologie, la chimie et la physique de 1966 à 1967 à l'université de Münster et de 1967 à 1969 à l'université de Bonn. Il prépare son diplôme à l'université Heinrich-Heine de Düsseldorf de 1970 à 1973 et y est chercheur associé de 1973 à 1980 au département de biophysique. Il soutient son  doctorat en 1973 et son habilitation en 1978. De 1981 à 1982, il est  au département de physique du laboratoire Cavendish de l'université de Cambridge.
De 1983 à 1987, Wolfgang Baumeister est directeur  (avec rang de professeur d'université) du groupe de recherche « Biologie structurale moléculaire » à l'Institut Max-Planck de biochimie à Martinsried près de Munich. Ce département effectue des recherches portant sur les structures biologiques moléculaires visualisées  par microscopie électronique et cryotomographie électronique, sur la structure des protéines et des cellules et sur la protéolyse. Il est professeur titulaire de 1984 à 1987 à l'université Heinrich-Heine de Düsseldorf et depuis 1987 professeur titulaire à la faculté de chimie de l'université technique de Munich, émérite à partir de 2000. Depuis 1988, il dirige le département de biologie structurale de l'Institut Max-Planck de biochimie. Depuis 2000, il est également professeur honoraire à la Faculté de physique de l'université technique de Munich.

## Responsabilités
Baumeister était membre du comité de rédaction de Current Biology, Journal of Microscopy, Journal of Structural Biology et Trends in Cell Biology. Il a été rédacteur en chef de Biochemical and Biophysical Research Communications.
h

## Prix et distinctions
- 1998 : Médaille Otto-Warburg
- 2000 : Élu membre de l'Académie bavaroise des sciences[6].
- 2001 : Élu membre de l'Académie Léopoldine[7].
- 2003 : Élu membre de l'Académie américaine des arts et des sciences[2].
- 2003 : Prix Louis-Jeantet pour la Médecine[2].
- 2003 : Prix Ilse-et-Helmut-Wachter (de).
- 2005 : Prix Harvey
- 2005 : Médaille Schleiden
- 2006 : Prix Ernst-Schering (de)
- 2008 : Médaille Bijvoet du Centre Bijvoet pour la recherche biomoléculaire (en) de l'Université d'Utrecht[8].
- 2010 : Élu membre de l’ Académie nationale des sciences .
- 2017 : Doctorat honorifique, Université Masaryk de Brno[9].
- 2018 : Médaille d'or Ernst Jung de médecine[2] (dans la liste des Prix Ernst-Jung (en))
- 2022 : Prix Alexander-Hollaender en biophysique
- 2023 : Prix Rosenstiel
- 2025 : Prix Shaw en sciences de la vie et médecine[10]